# Argyrosticta panamensis
Argyrosticta panamensis är en fjärilsart som beskrevs av Druce 1889. Argyrosticta panamensis ingår i släktet Argyrosticta och familjen nattflyn. Inga underarter finns listade i Catalogue of Life.